# エミール・ヴァン・エルメンゲム

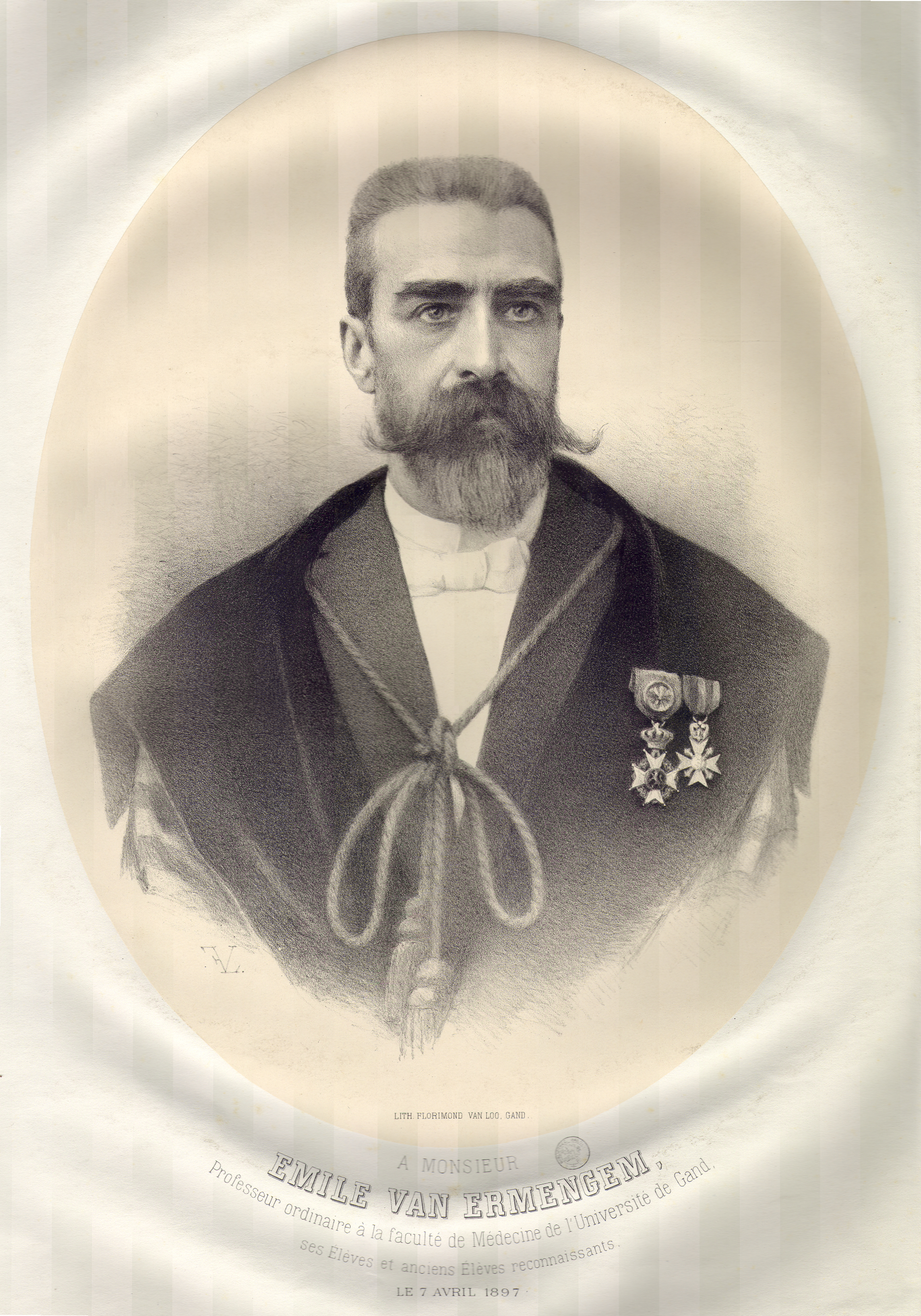
エミール・ヴァン・エルメンゲム（1897年）

エミール・ピエール＝マリー・ヴァン・エルメンゲム（Émile Pierre-Marie van Ermengem、1851年8月15日 - 1932年9月30日）は、ベルギーの細菌学者。
1885年にヘント大学の教授となる。
1896年6月28日に、ボツリヌス中毒の病原体であるボツリヌス菌を中毒を起こしたハムから発見した。
1919年から亡くなるまで、ベルギー王立医学アカデミーの秘書を務めた。